# Junceella gemmacea
Junceella gemmacea är en korallart som först beskrevs av Milne Edwards och Jules Haime 1857.  Junceella gemmacea ingår i släktet Junceella och familjen Ellisellidae. Inga underarter finns listade i Catalogue of Life.